# Calamus platyacanthoides
Calamus platyacanthoides là loài thực vật có hoa thuộc họ Arecaceae. Loài này được Merr. mô tả khoa học đầu tiên năm 1934.